# Élection présidentielle sierra-léonaise de 2012
L'élection présidentielle sierra-léonaise de 2012 s'est déroulée le 17 novembre 2012.